# 瓜巴爾
瓜巴爾（西班牙語：Guabal），是巴拿馬的城鎮，位於該國西部，由奇里基省的博克龍區負責管轄，面積32.1平方公里，海拔高度448米，2010年人口884，人口密度每平方公里27.5人。